# Enumeratio Plantarum hucusque in Mongolia
Enumeratio Plantarum hucusque in Mongolia (abreviado Enum. Pl. Mongolia) es un libro con ilustraciones y descripciones botánicas que fue escrito por el botánico ruso Carl Johann Maximowicz y publicado en San Petersburgo en el año 1889 con el nombre de Enumeratio plantarum hucusque in Mongolia: nec non adjacente parte Turkestaniae Sinensis lectarum.